# Abas I da Arménia
Abas I da Arménia foi um príncipe da Arménia da Dinastia Bagratúnio, tendo governado entre 928 e 952.[carece de fontes?]

## Reinando
Após suceder seu irmão Asócio III, Abas adotou uma política um pouco mais intolerante com os bizantinos. Abas esteve ocasionalmente em conflito com os árabes, em 931 o emir do Azerbaijão Mufli Alçaji devastou a Armênia e em 936 Abas certamente teve que lidar com uma invasão árabe perto de Dúbio onde foi derrotado em Valarsapate. Em geral, parece que o rei Abas foi capaz de estabelecer alguma paz com os árabes e em 940 aceitou um acordo de submissão a Ceife Adaulá. O mundo árabe estava ocupado com a ofensiva grega então Abas foi capaz de viver como um rei nacionalista sem grandes temores e interferências, exceto talvez por parte dos bizantinos.
Abas viveu grande parte de sua juventude na corte ortodoxa da Abásgia e se casou com uma princesa abasgiana, ele era um grande apoiador da Igreja Armênia e assim construiu várias igrejas cujas dedicação pelos ritos armênios defendia mesmo sob guerra, Abas recepcionava bem tanto armênios quanto romanos ortodoxos e arrependidos que foram banidos do Império.
Seu reino foi uma das poucas épocas de ouro onde as artes e o comércio floresceram, Abas viveu bastante, morrendo vários anos após a queda do império, em 951. Ele deixou dois filhos Asócio III e Musel.